# Liber de coquina
Le Liber de coquina est un livre de cuisine écrit anonymement en latin, au début du XIVe siècle. Commandité par la maison d'Anjou-Sicile, il est originaire d'Italie méridionale et un des plus anciens livres de cuisine médiévale.

## Présentation
Son schéma d’ensemble s’inspire du genre des « régimes de santé » de la Schola Medica Salernitana où l’on dispense les premières notions de diététique en opposant notamment les produits d’origine végétale à ceux d’origine animale. Au XVe siècle, l’ouvrage est copié et son sommaire modifié par Erhard Knab, professeur de médecine à l'université de Heidelberg.
Le nom des plats évoque souvent la provenance des recettes : la cuisine catalane, De brodis yspanico ; la germanique, De brodio theutonico ; la capétienne, De sopas de pisis ad modum gallicorum ; l’arabo-andalouse, De limonia et De mamounia… L’éclectisme culinaire se poursuit avec l’usage d’ingrédients aux arômes acides, doux et aigre-doux. La blancheur des laits d’amandes ou blanc-manger contraste avec les mets colorés au safran. Il utilise aussi bien le lard que l’huile d'olive (pendant le carême).
Le souvenir d’Apicius est également perpétué à travers la De troitis in pastillo (truite en croûte à la pâte façonnée en forme de barque), technique qui subsiste encore de nos jours dans le coq en pâte et le jambon en croûte. La torta de lassanis et la torta parmesane descendent, elles aussi, en droite ligne des recettes du maître romain.
On y trouve déjà quelques plats essentiels de la cuisine italienne comme les lasagnes et d'autres variétés de pâtes.
Ce manuel, composé de deux parties intitulées Tractatus et Liber de coquina, est conservé à la Bibliothèque nationale de France.

## Manuscrits
- Manuscrit en latin no 7131, racc. 94r-99v, Bibliothèque nationale, Paris (vers 1304-1314).
- Manuscrit en latin no 9328, racc. 129r-139v, Bibliothèque nationale, Paris (XIVe siècle).